# Đường cao tốc La Sơn – Túy Loan
Đường cao tốc La Sơn – Túy Loan (ký hiệu toàn tuyến là CT.01 và CT.02) là một đoạn đường cao tốc thuộc hệ thống đường cao tốc Bắc – Nam phía Đông và đường cao tốc Bắc – Nam phía Tây qua địa phận hai thành phố Huế và Đà Nẵng.
Tuyến đường dài 77,5 km, bao gồm hai đoạn là đoạn La Sơn – Hòa Liên và đoạn Hòa Liên – Túy Loan, trong đó đoạn qua Huế dài 36 km và đoạn qua Đà Nẵng dài 41,5 km. Điểm đầu của tuyến đường là nút giao La Sơn, kết nối với đường cao tốc Cam Lộ – La Sơn tại xã Hưng Lộc, thành phố Huế và điểm cuối là nút giao Túy Loan, kết nối với đường cao tốc Đà Nẵng – Quảng Ngãi tại xã Bà Nà, thành phố Đà Nẵng.

## Thiết kế
Đoạn La Sơn – Hòa Liên có chiều dài 66 km, bắt đầu từ nút giao La Sơn đến nút giao Hòa Liên, trong đó có hơn 11 km đường đi qua vườn quốc gia Bạch Mã. Giai đoạn 1 của tuyến đường được xây dựng theo tiêu chuẩn đường cấp 3 với quy mô 2 làn xe, bề rộng mặt đường 12 m và tốc độ thiết kế là 60–80 km/h; giai đoạn 2, dự án sẽ được mở rộng lên thành 4 làn xe với bề rộng mặt đường khoảng 22 m. Giai đoạn hoàn chỉnh tuyến đường sẽ có 6 làn xe, bề rộng mặt đường khoảng 29 m. Trên tuyến có một hầm đường bộ xuyên núi là hầm Mũi Trâu dài 1,3 km.
Đoạn Hòa Liên – Túy Loan dài 11,5 km hiện đang được triển khai xây dựng bằng việc nâng cấp đường tránh Quốc lộ 1 vào Quý IV/2023 với nguồn vốn khoảng 2.113 tỷ đồng. Đoạn tuyến có điểm đầu ở nút giao Hòa Liên, nối tiếp đoạn La Sơn – Hòa Liên đang khai thác, điểm cuối ở nút giao Túy Loan, nối tiếp vào đường cao tốc Đà Nẵng – Quảng Ngãi. Tuyến đường được xây dựng tiêu chuẩn đường cao tốc cấp 80, vận tốc thiết kế 80 km/h (có thể nâng tốc độ lên 90 km/h nếu đủ điều kiện); trong giai đoạn hoàn chỉnh quy mô 6 làn xe, bề rộng nền đường 29m; giai đoạn phân kỳ, đầu tư quy mô 4 làn xe hoàn chỉnh, bề rộng nền đường 22m; khổ cầu phù hợp khổ đường.

## Xây dựng

### Thi công
Tuyến đường có tổng mức đầu tư là 11.485 tỷ đồng, được khởi công xây dựng vào ngày 22 tháng 12 năm 2013 và cơ bản hoàn thành từ năm 2019, tuy nhiên đến ngày 16 tháng 4 năm 2022 mới chính thức đưa vào khai thác đoạn La Sơn – Hòa Liên. Đoạn Hoà Liên – Túy Loan hiện đang được triển khai xây dựng bằng việc nâng cấp đường tránh Quốc lộ 1 vào Quý IV/2023 với nguồn vốn khoảng 2.113 tỷ đồng và chính thức thông xe từ ngày 19 tháng 8 năm 2025.

### Mở rộng
Bộ GTVT đã trình Thủ tướng Chính phủ báo cáo nghiên cứu tiền khả thi dự án mở rộng đường cao tốc Bắc – Nam phía Đông đoạn La Sơn – Hòa Liên. Theo tính toán, với việc mở rộng quy mô tuyến đường lên 4 làn xe sẽ có tổng mức đầu tư sơ bộ khoảng hơn 3.000 tỷ đồng bố trí từ nguồn ngân sách trung ương giai đoạn 2021 – 2025. Trong đó, chi phí xây dựng khoảng 2.518 tỷ đồng; chi phí quản lý dự án, tư vấn đầu tư, chi phí khác khoảng 252 tỷ đồng; chi phí giải phóng mặt bằng khoảng 2 tỷ đồng; chi phí dự phòng khoảng 239 tỷ đồng. Cũng tại tờ trình, Bộ GTVT kiến nghị không xem xét phân chia dự án thành phần dự án. Riêng đối với công tác đền bù, hỗ trợ giải phóng mặt bằng và tái định cư (nếu có) sẽ tách thành tiểu dự án để giao địa phương triển khai theo quy định. Sau khi mở rộng, lưu lượng xe có thể đáp ứng được đến năm 2050, sau năm 2050 thì cần mở rộng lên 6 làn xe hoàn chỉnh theo quy hoạch.
Vào ngày 29 tháng 5 năm 2025, dự án mở rộng đường cao tốc Bắc – Nam phía Đông và phía Tây đoạn La Sơn – Hòa Liên chính thức được khởi công xây dựng; dự kiến cơ bản hoàn thành vào cuối năm 2025, đầu năm 2026.

## Hiện trạng
Theo Cục Đường bộ cho biết tuyến đường này cùng với tuyến cao tốc Cam Lộ – La Sơn được mô tả là một "cao tốc chưa hoàn chỉnh", do đường hẹp và không có dải phân cách, thiết kế các đoạn kết thúc vượt xe về hai làn xe ban đầu được coi là bất cập. Khoảng cách ngắn của các đoạn kết thúc vượt xe và việc nhiều xe thường đi với tốc độ chậm hơn, đặc biệt là xe tải, xe siêu trường, góp phần gây ra ức chế dẫn đến việc lấn sang làn ngược chiều và vượt xe bất chấp ở những đoạn cấm vượt và vượt ẩu ở đoạn kết thúc vượt; nhiều đoạn qua đồi núi quanh co, dốc, trời sương mù ở mùa đông xuân làm hạn chế tầm nhìn và tốc độ của tài xế, khi xảy ra sự cố thì rất khó xử lý. Những tình trạng trên được cho là đã gây ra nhiều vụ tai nạn nghiêm trọng ở đường này.

## Chi tiết tuyến đường

Biển báo cao tốc (Hiện tại tuyến đường chưa khai thác theo tiêu chuẩn đường cao tốc)

### Làn xe
- La Sơn – Hòa Liên: 2 làn xe và 2 làn dừng khẩn cấp; một số đoạn vượt xe và nút giao thiết kế 4 làn xe và 2 làn dừng khẩn cấp
- Hòa Liên – Túy Loan: 4 làn xe và 2 làn dừng khẩn cấp
- Hầm Mũi Trâu: 4 làn xe; đường dẫn 4 làn xe và 2 làn dừng khẩn cấp

### Chiều dài
- Toàn tuyến: 77,5 km

### Tốc độ giới hạn
- La Sơn – Hòa Liên: Tối đa: 80 km/h, một số khúc cua tốc độ tối đa 60 km/h
- Hòa Liên – Túy Loan: Tối đa: 80 – 90 km/h, Tối thiểu: 60 km/h
- Hầm Mũi Trâu: Tối đa: 70 km/h, Tối thiểu: 40 km/h

### Đường hầm
| Tên hầm      | Vị trí                     | Chiều dài | Năm hoàn thành | Ghi chú |
| ------------ | -------------------------- | --------- | -------------- | ------- |
| Hầm Mũi Trâu | Hòa Bắc, Hòa Vang, Đà Nẵng | 1.3 km    | 2022           |         |

## Lộ trình chi tiết
- IC - Nút giao, JCT - Điểm lên xuống, SA - Khu vực dịch vụ (Trạm dừng nghỉ), TN - Hầm đường bộ, TG - Trạm thu phí, BR - Cầu
- Đơn vị đo khoảng cách là km.

| Số                                                       | Tên                                                 | Khoảng cách từ đầu tuyến                            | Kết nối                                             | Ghi chú                                             | Vị trí                                              | Vị trí                                              |
| Kết nối trực tiếp với Đường cao tốc Cam Lộ – La Sơn      | Kết nối trực tiếp với Đường cao tốc Cam Lộ – La Sơn | Kết nối trực tiếp với Đường cao tốc Cam Lộ – La Sơn | Kết nối trực tiếp với Đường cao tốc Cam Lộ – La Sơn | Kết nối trực tiếp với Đường cao tốc Cam Lộ – La Sơn | Kết nối trực tiếp với Đường cao tốc Cam Lộ – La Sơn | Kết nối trực tiếp với Đường cao tốc Cam Lộ – La Sơn |
| -------------------------------------------------------- | --------------------------------------------------- | --------------------------------------------------- | --------------------------------------------------- | --------------------------------------------------- | --------------------------------------------------- | --------------------------------------------------- |
| 1                                                        | IC La Sơn                                           | 837.9                                               | Đường tỉnh 14B                                      | Đầu tuyến đường cao tốc Đang thi công mở rộng       | Huế                                                 | Hưng Lộc                                            |
| SA                                                       | Trạm dừng nghỉ                                      | 835.8                                               | Hướng Nam – Bắc                                     |                                                     | Huế                                                 | Hưng Lộc                                            |
| 2                                                        | IC Khe Tre                                          |                                                     | Đường tỉnh 14B                                      | Đang thi công mở rộng                               | Huế                                                 | Khe Tre                                             |
| TN                                                       | Hầm đường bộ Mũi Trâu                               | ↓                                                   |                                                     |                                                     | Đà Nẵng                                             | Hải Vân                                             |
| BR                                                       | Cầu Sông Nam                                        | ↓                                                   |                                                     | Vượt sông Nam Đang thi công mở rộng                 | Đà Nẵng                                             | Hải Vân                                             |
| TG                                                       | Trạm thu phí Hòa Liên                               |                                                     |                                                     | Chưa thi công                                       | Đà Nẵng                                             | Hải Vân                                             |
| 3                                                        | IC Hòa Liên                                         | 903.9                                               | Quốc lộ 1 (Đường tránh Nam Hải Vân)                 | Đang thi công mở rộng                               | Đà Nẵng                                             | Liên Chiểu                                          |
| 4                                                        | IC CT.21                                            | -                                                   | Đường cao tốc Đà Nẵng – Ngọc Hồi – Bờ Y             | Chưa thi công                                       | Đà Nẵng                                             | Hòa Khánh                                           |
| 5                                                        | IC Túy Loan                                         | 924.5                                               | Quốc lộ 14B Quốc lộ 1 (Đường tránh Nam Hải Vân)     | Cuối tuyến đường cao tốc                            | Đà Nẵng                                             | Bà Nà                                               |
| Kết nối trực tiếp với Đường cao tốc Đà Nẵng – Quảng Ngãi |                                                     |                                                     |                                                     |                                                     |                                                     |                                                     |
| 1.000 mi = 1.609 km; 1.000 km = 0.621 mi                 |                                                     |                                                     |                                                     |                                                     |                                                     |                                                     |